# Hotel Pierre
L'Hotel Pierre, noto anche come The Pierre, è un hotel di lusso che si trova al numero 2 di East 61st Street, all'intersezione di questa via con la Quinta Strada, a Manhattan, New York, di fronte al Central Park. Progettato da Schultze & Weaver, l'hotel aprì nel 1930 con più di 100 dipendenti (oggi oltre un migliaio). Nel 2005, l'hotel fu acquistato dall'indiana Taj Hotels Resorts and Palaces.  Alto 160 metri, si trova nel Distretto storico di Upper East Side di New York.

## Storia
Charles Pierre Casalasco lasciò il ristorante del padre ad Ajaccio, Corsica, dove aveva iniziato come aiuto-cameriere, assunse quello di Charles Pierre come suo nome professionale e iniziò a lavorare all'Hotel Anglais in Monte Carlo.
Charles Pierre continuò gli studi di haute cuisine in Parigi e infine si recò a Londra dove incontrò il ristoratore americano Louis Sherry, che gli offrì un posto. Dopo il suo arrivo a New York come immigrato venticinquenne, iniziò a farsi strada come primo assistente al Sherry's Restaurant e fece professionale conoscenza con i membri del Social Register Dopo nove anni al Sherry's, Pierre lasciò, prima per il Ritz-Carlton a Madison Avenue alla 46ª Strada, quindi aprendo un proprio ristorante sulla 45ª, subito a ovest della Quinta Strada e infine al Pierre's on Park al numero 230 di Park Avenue.

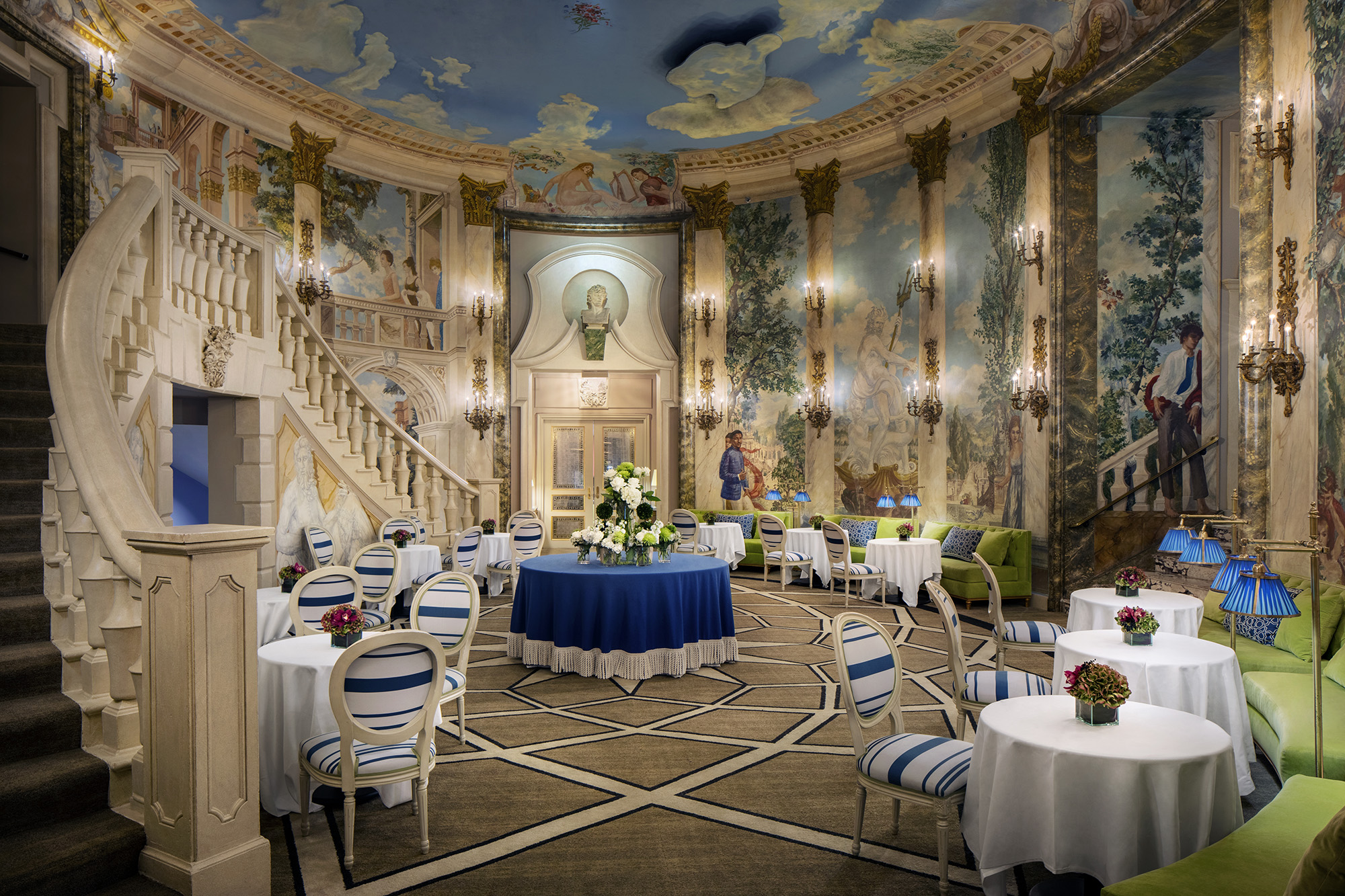
La Rotunda

All'apice del suo successo, insoddisfatto della crescente democratizzazione delle pubbliche maniere, Pierre vendette il suo ristorante ed entrò in una joint venture con un gruppo di finanzieri di Wall Street, "tra i quali Otto H. Kahn, Finley J. Shepherd (che aveva sposato Helen Gould), Edward F. Hutton, Walter P. Chrysler e Robert Livingston Gerry, Sr. (figlio di Elbridge Thomas Gerry, avvocato, filantropo e nipote di Elbridge Gerry, l'inventore di Gerrymandering)".
L'hotel di 714 stanze occupava 41 piani nella località detta Gerry Mansion, all'angolo tra la Quinta Strada e la 61a e forniva una vista illimitata del Central Park. Ci vollero $15 milioni per costruire e aprire con grande pubblicità nell'ottobre 1930 il "The Pierre". L'edificio fu progettato dalla ditta newyorkese Schultze and Weaver come un grattacielo in mattoni chiari emergente da una base calcarea stile Luigi XVI. Il suo piano attico lo rese un segno facilmente riconoscibile nel profilo di New York: si tratta di modelli presi dalla Cappella palatina di Versailles di Mansart, un sistema di pilastri Corinzi e finestre ad arco, terminanti ad ottagono, sotto un tetto in rame, alto e inclinato che è costellato di abbaini a occhio di bue rifiniti in bronzo.
La società newyorkese partecipò al pranzo di gala che inaugurò The Pierre, che fu approntato da Auguste Escoffier, il "padre degli chef francesi", che operò come "chef ospite" al "The Pierre" nei suoi primi anni di esercizio.
Con i mercati che continuavano a crollare durante la Grande depressione, il Pierre fece bancarotta nel 1932. Il petroliere Jean Paul Getty lo acquistò per $2.5 milioni nel 1938 e successivamente vendette molti appartamenti in condominio nel fabbricato.
All'inizio del 1948, la rete televisiva di New York City, ABC, e la stazione radiofonica a modulazione di frequenza, allora chiamata WJZ-TV Channel 7 e WJZ-FM 95.5, ora WABC-TV and WPLJ, trasmisero dalla sommità dell'edificio "The Pierre", per poi spostarsi, alcuni anni dopo, sull'Empire State Building.
Il Presidente eletto Richard M. Nixon risiedette al "The Pierre" per parecchi mesi nel periodo 1968-69 prima di spostarsi a Washington, D.C.
Il "The Pierre" fu la scena di una famosa rapina avvenuta il 2 gennaio 1972 e organizzata dalla famiglia Lucchese. Questa rapina di $27 milioni verrà poi inserita nei Guinness dei primati come la rapina in un hotel più grande e di maggior successo della storia.
Oggi, l'hotel contiene 189 sistemazioni per gli ospiti, comprese 49 suite, di cui 11 sono grandi suite. Le opportunità di ristorazione nell'hotel comprendono i ristoranti Perrine, The Rotunda e il Two E Lounge.

## Proprietà
"The Pierre" nel 1981 passò sotto la gestione della Four Seasons Hotels and Resorts in. Nel suo 75º anniversario, nel 2005, "The Pierre" divenne un Taj Hotel come Taj Hotels Resorts and Palaces, una catena globale di hotel di lusso. Nel 2010, Taj completò una ristrutturazione dell'hotel da $100 milioni. La Taj Hotels fa parte dell'India's Tata Group.
Nel 1959, furono venduti 75 appartamenti a un condominio di residenti privati, mentre il proprietario del "The Pierre" di allora, John Paul Getty, mantenne il controllo dei servizi dell'hotel e delle camere per gli ospiti. Tra coloro che risiedettero permanentemente nel "The Pierre" ci sono stati: Elizabeth Taylor, Aristotele Onassis, il presidente della Viacom entertainment-company Sumner Redstone, Mohamed Al-Fayed, quindi il proprietario di Harrods, lo stilista Yves Saint-Laurent, Michele Sindona. Tredici appartamenti sono divenuti da allora "grandi suite".

## Nella cultura popolare

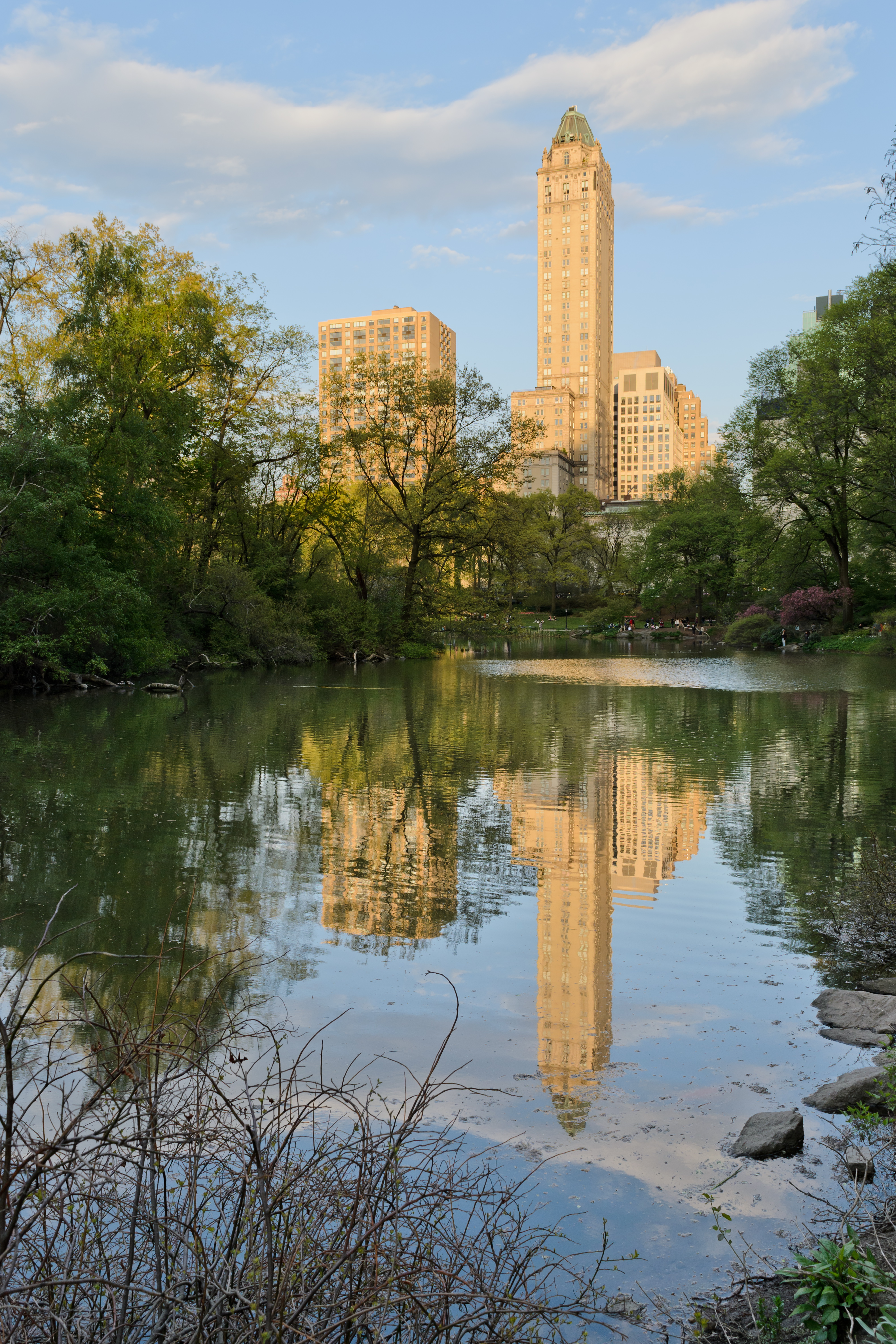
L'Hotele Pierre visto da Central Park

L'Hotel Pierre è spesso comparso in romanzi, film e serie televisive.
- 1956: Nel romanzo Seize the Day di Saul Bellow, il Dr. Tamkin dice di conoscere un tale che al Pierre ordina una cassa di champagne ogni giorno per pranzo.
- 1956: Nel romanzo Cioccolata a colazione di Pamela Moore, il personaggio di Anthony Neville vive in una lussuosa suite al The Pierre, mentre Courtney e Janet gli fanno spesso visita.
- 1979: Al "The Pierre" faceva riferimento l'episodio "The Party" nella settima stagione della serie televisiva di M*A*S*H, dove i parenti dei principali personaggi si ritrovano nell'hotel.
- 1990: Il guidatore Marshall, interpretato da Ossie Davis, raccomanda "The Pierre" rispetto al Plaza Hotel a Joe, interpretato da Tom Hanks, nel film Joe contro il vulcano.
- 1992: La scena del tango con Al Pacino nel film Scent of a Woman - Profumo di donna fu girato nella sala da ballo dell'Hotel Pierre.[11]
- 1993: The Pierre fu il luogo principale ove fu girato il film Amore con interessi con Michael J. Fox nella parte del portiere del Bradbury Hotel.
- 1996: The Pierre rappresenta ancora il Bradbury Hotel in una breve scena nel film Funny Money - Come fare i soldi senza lavorare con Whoopi Goldberg nella parte di un consulente finanziario.
- 1998: L'attico del The Pierre è l'abitazione del personaggio interpretato da Anthony Hopkins, William Parrish, nel film Vi presento Joe Black.
- 2004: Nell'episodio de I Soprano "In Camelot", Fran Felstein parla a Tony Soprano a proposito dell'invito del Presidente John F. Kennedy a un incontro al The Pierre, e come lo sciopero dei lavoratori dell'acciaio mandò a monte questo programma.
- 2007–2015: The Pierre compare o viene citato in molti episodi di Mad Men.
- 2009: Nel film Grey Gardens - Dive per sempre, Edith Bouvier Beale ha il suo ballo da debuttante all'Hotel Pierre, una storia vera.
- 2009–2010: L'Hotel Pierre compare anche più volte negli episodi di CSI:NY (6ª stagione, Episodio 10: "Death House"; 7ª stagione, Episodio 2: "Unfriendly Chat").
- 2010: In Real Housewives of New York City, il membro del cast, Ramona Singer, ha la sua cerimonia d'incarico al Pierre
- 2011: Gli esterni della penthouse del The Pierre furono utilizzati come appartamento di Arthur Bach nel film Arturo.
- 2015: The Pierre fornisce lo sfondo per la scena della cerimonia di premiazione nel film Un disastro di ragazza, nel quale discutono i personaggi di Amy Schumer e Bill Hader.
- 2017: Il libro The Pierre Hotel Affair di Daniel Simone tratta della rapina del 1972 che ebbe luogo al The Pierre.
- 2018: Nel film Ocean's 8, Anne Hathaway si prepara nella Suite presidenziale dell'Hotel Pierre per il Met Gala, e va a un appuntamento nella Rotunda dell'hotel.